# Церковь Покрова Пресвятой Богородицы при подворье Щегловского монастыря
В Туле также находится действующая Покровская церковь.
Церковь Покрова Пресвятой Богородицы при подворье Щегловского монастыря — недействующий православный храм в Туле.

## История

### Строительство
В конце XIX Тульская епархия приобрела участок на улице Никитской (ныне Староникитская) рядом с семинарией для размещения Покровско-Пантелеймоновского подворья Щегловского монастыря. Первая Покровская церковь — временная — была переделана из винного склада Тюниных, находившегося на участке, приобретенном под подворье. Временный храм освятили в конце 1909 года. Вначале церковь задумывалась как домовая — для монахов и обслуги подворья, но окрестные жители попросили о более обширном храме, куда они могли бы приходить на богослужение.
1 октября 1910 года был заложен новый храм во имя Покрова Божией Матери на подворье Щегловского монастыря. Храм проектировался трехпрестольным, и, как говорилось в «Тульских епархиальных ведомостях», он будет «грандиозным и стильным в архитектурном отношении». Однако проект храма губернским властям не понравился. В отказе от согласования проекта говорилось: «Создавать храм по типу базилик первых времен христианства не имеет достаточного основания, так как подобный тип церквей, тип романо-готических базилик не согласуется с характером русского церковного зодчества…». Потребовалось вмешательство Святейшего Синода и лично его обер-прокурора В. К. Саблера, чтобы утвердить проект храма. Он возводился в духе эклектики (смешения архитектурных стилей): являясь по типу базиликой, Покровский храм был декорирован в русском стиле.
Строительство велось нелегко: внутри возводимого объекта находилась временная церковь, переделанная из винного склада, в которой происходили богослужения. 31 июля 1911 года был освящен левый придел храма в честь Воскресения Христова. Здесь находилась Кувуклия — копия Гроба Господня в Иерусалимском храме Воскресения. 16 февраля 1913 года состоялись торжества по случаю пожертвования храму Государем Императором Николаем II иконы Святителя и Чудотворца Николая, которому был посвящен правый придел Покровского храма. В полуподвальном помещении находилась церковь во имя Равноапостольной Нины, просветительницы Грузинской.
Храм имел семь куполов с крестами. Его строительство завершилось 25 февраля 1915 года.
Внутреннее убранство храма было необычным. Над главным алтарем во имя Покрова Богородицы находился алтарь во имя Преображения Господня, куда вели две лестницы, а наверху имелся никелированный барьер. Иконостас верхнего алтаря — стеклянный, но было ли это стекло, расписанное красками, или же витражи из цветного стекла, — до сих пор не установлено. 18 тысяч рублей на обустройаво Покровского подворья Щегловского монастыря в Туле пожертвовал Н. Ф. Мусатов, племянник В. И. Макарухина, на средства которого был возведен Щегловский монастырь. На деньги Н. Ф. Мусатова была приобретена и усадьба, на которой разместилось подворье.

### Закрытие
Осенью 1921 года подворье было закрыто. Тогда же представители Главмузея из Москвы постановили, что Покровский храм не имеет историко-художественного значения и потому охране Главмузея не подлежит. Из предметов культа в Главмузей были отобраны: Тихвинская икона Божией Матери XVII века, икона мученицы Варвары XVIII века и три иконы Деисуса XVIII века (Деисус — композиция, включающая изображения Христа (посередине) и обращенных к нему в молитвенных позах Божией Матери и Иоанна Крестителя).
Верующие не смирились с закрытием своего храма и подготовили ходатайство окрестного населения от 26 ноября 1921 года, адресованное в комиссию по ликвидации монастырей. 12 января 1922 года вышло решение Президиума ВЦИК об отмене ликвидации храма Покровского подворья. Его было разрешено сдать группе верующих с обязательством их отремонтировать здание, по размерам равняющееся церкви, для нужд губернского отдела образования. Но тульские власти игнорировали и решение Президиума ВЦИК, и просьбы трудящихся. Покровский храм так и не открыли. Вначале в него сваливали иконы и утварь из других закрытых храмов, а через полтора года передали здание бывшей Покровской церкви в ведение 17-й Пехотной школы комсостава. Новые хозяева не очень-то церемонились с находившимся в храме складом икон: их использовали «на различные поделки» и в качестве строительного материала.
В 1961 году бывшее Покровское подворье было занято складами МВД. В 1980—1990-е годы в здании бывшего храма находился спортивно-оздоровительный комплекс «Преображение», сдававший часть помещений в аренду оптовым складам и мелким фирмам. В 1991 году комплекс построек Покровского подворья Щегловского монастыря был поставлен на госохрану в качестве памятника истории и культуры регионального значения. Сегодня в здании бывшего Покровского храма находится детско-юношеская спортивная школа № 6.

## Источник
- Лозинский Р. Р. «Страницы минувшего».